# Lee Dong-gook
Lee Dong-Gook (Pohang, 29 de abril de 1979) é um ex-futebolista profissional sul-coreano que atuava como atacante. O último clube que representou foi o Jeonbuk Hyundai Motors.

## Carreira
Lee Dong-Gook representou a Seleção Sul-Coreana de Futebol nas Olimpíadas de 2000 e nas Copas do Mundo de 1998 e 2010.